# Аубакиров, Байболат Абаевич
Байболат Абаевич Аубакиров (родился 5 января 1955, г. Екибастуз Павлодарской области) — казахский учёный, доктор экономических наук (1994), заслуженный экономист Казахстана (1992). Окончил Карагандинский государственный университет (1983). Он ослеп когда был студентом. Исследовал вопросы организации эффект, труда людей с полной потерей зрения. Происходит из рода канжыгалы племени аргын.
В 1988 году в Алматы по инициативе Казахского общества слепых был создан Координационный Совет обществ слепых союзных республик, в 1991 году его председателем стал Аубакиров.
Приговорен судом по частью 4 статьей 176 — «Присвоение или растрата вверенного чужого имущества», частью 1 статьи 148 части УК РК на 7 лет лишения свободы с конфискацией имущества 28 декабря 2015.

## Сочинения
- Повышение экономической эффективности производства Казахского общества слепых, А., 1991.